# Ypsolopha kristalleniae
Ypsolopha kristalleniae là một loài bướm đêm thuộc họ Ypsolophidae. Loài này có ở Crete và Thổ Nhĩ Kỳ.
Sải cánh dài khoảng 19 mm.